# Лю Далинь
Лю Далинь (刘达临; июнь 1932, Шанхай — 17 декабря 2022, Шанхай) — отставной профессор социологии Шанхайского университета. Пионер китайской сексологии.
С 1989—1990 года Лю Далинь начал сотрудничать в национальном исследовании сексуального поведения в Китае, подобному американским Отчётам Кинси. Результаты исследований были впервые опубликованы в 1992 году в Шанхае. В 1997 Лю опубликовал английское издание работы Sexual Behavior in Modern China (ISBN 0-8264-0886-9). В том же 1997 он открыл первый китайский музей секса в Шанхае (позже перемещённый в Тонгли).
В 1994 получил за свои исследования в области сексологии медаль Магнуса Хиршфилда.

## Книги
Лю опубликовал несколько книг об истории эротики в Китае:
- History of Erotica in China (2004), People’s Daily Press, ISBN 7-80153-776-9 (на китайском)
- Pictorial History of Erotica.
- World Sex Culture (2005), China Friendship Press, ISBN 7-5057-2110-0. (на китайском)